# Алемасов, Вячеслав Евгеньевич
Вячеслав Евгеньевич Алемасов (11 июля 1923 — 15 июня 2006) — российский советский учёный, специалист в области теплоэнергетики. Действительный член (академик) Российской академии наук по Отделению физико-технических проблем энергетики (1992); был директором Отдела энергетики Казанского научного центра РАН.

## Биография
Окончил Казанский авиационный институт в 1947 году.
1947—1987 — инженер, старший преподаватель, доцент, заведующий кафедрой, научный руководитель отраслевой лаборатории Казанского авиационного института. Доктор технических наук, профессор.
1987—1991 — председатель Президиума Казанского филиала Академии наук СССР; главные направления научной деятельности: термодинамика и теплофизика рабочих тел и процессов в энергосиловых установках.

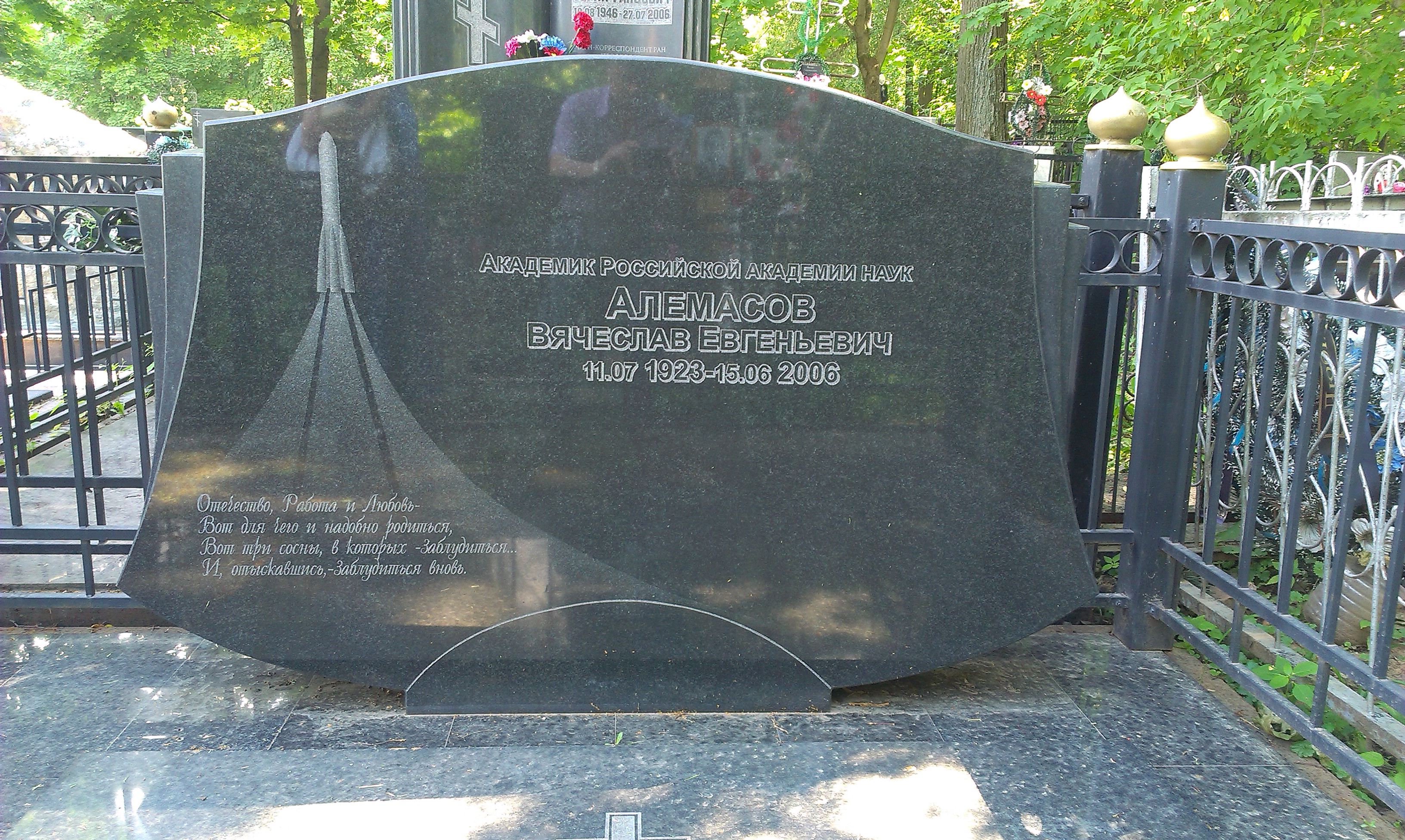

Похоронен на Арском кладбище.

## Награды, премии, почётные звания
Почётный академик Академии наук Республики Татарстан, член-корреспондент Международной академии астронавтики; дважды лауреат Государственной премии СССР (1984, 1991); Заслуженный деятель науки и техники РСФСР (1974) и Заслуженный деятель науки и техники ТАССР (1970); награждён орденом Трудового Красного Знамени, орденом «Почёта» (1995), орденом «За заслуги перед Отечеством» IV степени (2001), орденом «За заслуги перед Республикой Татарстан» (2005).

## Увековечение памяти
25 июня 2008 г. на здании Казанского научного центра Российской академии наук в присутствии руководителей Республики Татарстан, представителей Российской академии наук и первых лиц науки и образования Казани состоялось открытие мемориальной доски

## Из библиографии

### Справочники
- Термодинамические и теплофизические свойства продуктов сгорания: Справочник : В 10-ти т. / В. Е. Алемасов, А. Ф. Дрегалин, А. П. Тишин, В. А. Худяков ; [Под ред. акад. В. П. Глушко (отв. ред.) и др.] ; АН СССР. ВИНИТИ. — Москва, 1971—1980. — 26 см.
  - Т. 1: Методы расчёта. — 1971. — 265 с. : черт.
  - Т. 2: Топлива на основе кислорода / В. Е. Алемасов, А. Ф. Дрегалин, А. П. Тишин [и др.]. — 1972. — 489 с. : граф.
  - Т. 3: Топлива на основе кислорода и воздуха. — 1973. — 624 с. : граф.
  - Т. 4: Топлива на основе четырёхокиси азота. — 1973. — 528 с. : граф.
  - Т. 5: Топлива на основе четырёхокиси азота, азотной и хлорной кислоты. — 1973. — 543 с. : граф.
  - Т. 6: Топлива на основе перекиси водорода. — 1973. — 748 с. : граф.
  - Т. 7: Топлива на основе фтора. — 1974. — 655 с. : граф.
  - Т. 8: Топлива на основе фторных окислителей. — 1971-. — 718 с. : ил.
  - Т. 9: Рабочее тело — водород : Гидрореагирующие топлива. — 1978. — 633 с. : ил.
  - Т. 10: Применяемые, исследуемые и возможные топлива. Ч. 1. Исходные данные. Двухкомпонентные топливные композиции. — 1980. — 379 с. : ил.
  - Т. 10: Применяемые, исследуемые и возможные топлива. Ч. 2. Многокомпонентные топливные композиции. — 1980. — 396 с. : ил.

### Монографии
- Расчёт химического равновесия и процессов при высокой температуре / В. Е. Алемасов, А. П. Тишин, А. Ф. Дрегалин. — [Б. м.], 1966. — 126 с., 1 л. ил. : ил.; 22 см.
- Турбулентные струйные течения в каналах.//печ.//Казань,КФАН СССР, 1988 г.//10,73 стр.//соавт. Г. А. Глебов, А. П. Козлов
- Термоанемометрические методы исследования отрывных течений / В. Е. Алемасов, Г. А. Глебов, А. П. Козлов; АН СССР, Казан. фил. — Казань : Казан. фил. АН СССР, 1990. — 177,[1] с.
- Номографическая аппроксимация термогазодинамических параметров энергоустановок / В. Е. Алемасов, Э. А. Даутов, А. Ф. Дрегалин; АН Татарстана. — Казань : Фэн, 1994. — 157,[1] с. : ил.; 22 см.

### Учебные пособия
- Теория ракетных двигателей : [Учеб. пособие для авиац. вузов и специальностей] / В. Е. Алемасов, А. Ф. Дрегалин, А. П. Тишин. Под ред. В. П. Глушко. — Москва : Оборонгиз, 1962. — 476 с. : ил.
  - 4-е изд., перераб. и доп. — М. : Машиностроение, 1989. — 462,[1] с. : ил.; 21 см; ISBN 5-217-00358-8 (это издание учебника было  удостоено Государственной премии СССР в 1991 г.)[3].
- Основы теории физико-химических процессов в тепловых двигателях и энергетических установках : Учеб. пособие для студентов вузов, обучающихся по направлению «Авиа- и ракетостроение» и специальностям «Авиац. двигатели и энерг. установки», «Ракет. двигатели», «Электроракет. двигатели и энерг. установки» / В. Е. Алемасов, А. Ф. Дрегалин, А. С. Черенков. — М. : Химия, 2000. — 520 с. : ил.; 22 см. — (Федеральная целевая программа «Государственная поддержка интеграции высшего образования и фундаментальной науки на 1997—2000 годы»).; ISBN 5-7245-1167-3